# Lepidophyma chicoasensis
Lepidophyma chicoasensis là một loài thằn lằn trong họ Xantusiidae. Loài này được Alvarez & Valentin mô tả khoa học đầu tiên năm 1988.